# جيمي جونز (لاعب هوكي الجليد)
جيمي جونز (بالإنجليزية: Jimmy Jones)‏ هو لاعب هوكي الجليد أمريكي، ولد في 2 يناير 1953 في Woodbridge, Ontario ‏ في كندا.

## وصلات خارجية
- جيمي جونز على موقع دوري الهوكي الوطني (الإنجليزية)
- جيمي جونز على موقع EliteProspects.com (الإنجليزية)
- جيمي جونز على موقع HockeyDB.com (الإنجليزية)
- جيمي جونز على موقع Hockey-Reference.com (الإنجليزية)